# Carl Heinrich Reclam (Verleger)
Carl Heinrich Reclam, auch Charles Henri Reclam (* 1776 in Berlin; † 5. Dezember 1844 in Leipzig), war ein deutscher Verleger, Buchhändler und Begründer der Firma C. H. Reclam sen. Reclam entstammte einer Familie evangelisch reformierten Glaubens, die aus Savoyen über Genf nach Berlin gekommen war. Reclams waren im Laufe der Geschichte Juwelenhändler, Goldschmiede, Kaufleute, Buchhändler, Prediger, Gelehrte oder Soldaten; die Tradition im Buchhandel begründete Carl Heinrich Reclam.

## Leben
Charles Henri Reclam wurde 1776 als jüngster Sohn des Hofjuweliers Friedrichs des Großen, Jean Francois Reclam (ursprünglich: Reclan; 1732 bis 1817), und dessen Ehefrau Elisabeth Marguerite geb. Reclam (Tochter seines Onkels; 1737 bis nach 1776) in Berlin geboren. In der Buchhandlung Vieweg & Sohn in Braunschweig erlernte er den Beruf des Buchhändlers. Dort heiratete er 1803 Wilhelmine Campe (geb. 1783 in Braunschweig, gest. vor 1844 ebd.), eine Nichte des Verlegers Joachim Heinrich Campe. Seine Ausbildung setzte er in Paris fort. Dort geriet er in die Wirren der Französischen Revolution. In seinem Testament vermachte er jenes Schwert, das er bei der Hinrichtung Robespierres am 28. Juli 1794 in den Reihen der Jakobiner getragen hatte, als eine von ihm hochgeachtete Reliquie seinem jüngsten Sohn Karl Heinrich Reclam jun.
Carl Heinrich Reclam hatte zwei bekannte Söhne, den schon erwähnten Medizinprofessor Karl Heinrich Reclam und den Verleger und Buchhändler Anton Philipp Reclam. Letzterer lieh sich mit 21 Jahren 3000 Taler von seinem Vater, kaufte damit das Literarische Museum, eine Leihbibliothek mit Lesekabinett, und gründet einen eigenen Verlag („Verlag des literarischen Museums“). In Leipzig germanisierte Reclam seine Vornamen, während seine acht Kinder zum Teil noch auf französische Vornamen getauft wurden, darunter auch Anton Philipp Reclam.
Am 28. Oktober 1802 wurde Reclam die Genehmigung erteilt, in Leipzig eine Buchhandlung zu eröffnen. Sie befand sich zunächst am Neuen Neumarkt 642, von 1814 bis zu Reclams Tod in der Grimmaischen Gasse 683 an der Ecke zur Ritterstraße (vom Markt aus gesehen, auf der linken Seite; heute: Ritterstraße 2). Carl Heinrich Reclam sen. spezialisierte sich auf französische und englische Literatur und unterhielt außerdem ein „Magazin geschmackvoller Papparbeiten“. Später trat er den Verlag an seinen Schwiegersohn, den Stralsunder Buchhändler Julius Friedrich Altendorff (1811 bis 1872), ab. Bedingung war, dass dieser Reclams andere Kinder auszahlte. Nach Übergabe der Verlags-Buchhandlung, die weiterhin unter dem Namen C. H. Reclam sen. firmierte, lebte Reclam bis zu seinem Tod bei seiner Tochter im Hause Altendorff. Nach dessen Tod erwarb Anton Philipp Reclam das Unternehmen von Altendorffs Erben; es ging 1877 im Verlag Philipp Reclam jun. auf.
1832 erwarb Carl Heinrich Reclam auf dem jahrhundertealten Leipziger Johanniskirchhof in dessen V. Abteilung das Erbbegräbnis No. 51. Als er 1844 starb, wurde er hier beerdigt.